# 24709 Мітау
24709 Мітау (24709 Mitau) — астероїд головного поясу, відкритий 6 серпня 1991 року. Названий на честь міста Єлгава, Латвія.
Тіссеранів параметр щодо Юпітера — 3,217.